# 자유민주당 (독일, 1948년)

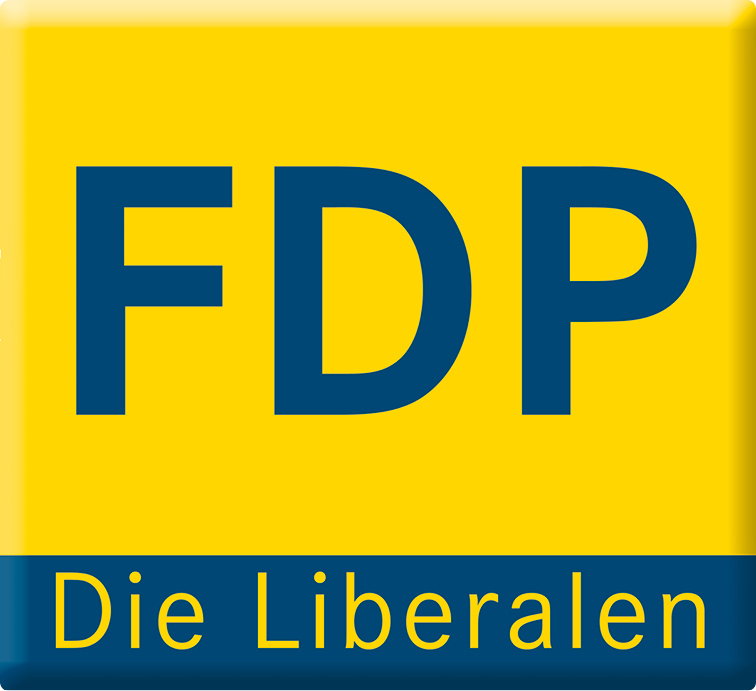
2001년부터 2014년까지의 자유민주당 로고

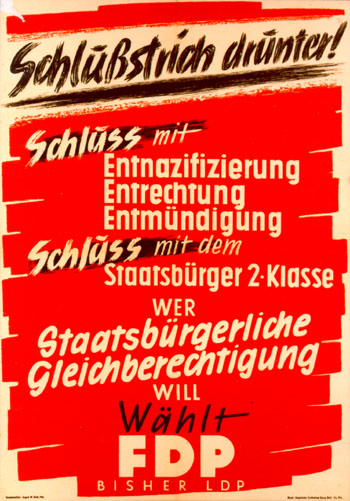
1949년 독일 총선거 당시의 자유민주당 선거 포스터.

자유민주당(自由民主黨, 독일어: Freie Demokratische Partei, 프라이에 데모크라티셰 파르타이/프라이에 데모크라튼[*])은 독일의 자유주의 정당이다. 이전의 독일 민주당과 독일 인민당 당원들이 1948년 창당했다. 자유민주당은 독일의 재통일 이후 구 동독의 독일 자유민주당(LPD)와 독일 국가민주당(NPD), 독일 포럼당(DFP), 동독 자유민주당(FDP)도 병합했다. 2013년 독일 총선에서 단 1석의 의석수도 얻지 못하며 연방의회 하원 원내 진입에 사상 처음으로 실패하였다. 하지만 2017년 독일 총선에서 다시 80석을 얻으며 원내 4당이 되었다. 원내 3당으로 올라서면서 독일 사회민주당와 함께 연립내각을 구성하여 여당이 되었다. 2025년 독일 총선에서 패배하여 야당이 되었다.
자유민주당(이하 자민당)은 1949-56년, 1961-66년, 1969-98년에 연정 파트너로 연방정부에 참여한 바 있으며, 또 2009년 10월부터 현재까지 연정에 참여하고 있다. 현재 자민당은 독일의 정당 중 여당 기간이 가장 긴 정당이다. 이 외에도 자민당은 9개주에서 연정파트너로 주정부에 참여하고 있다. 헤센과 니더작센, 작센, 슐레스비히홀슈타인에서 기민련과 바이에른 주에서 기사련과 흑황연정을 구성하고 있다. 자를란트에서는 기민련, 녹색당과 더불어 연방주 수준에서는 유일무이한 자메이카 연정을 구성하고 있다.

## 정책
현재 자민당의 노선은 1997년 채택한 비스바덴 강령에 기초하고 있다. 핵심적 목표는 "자유의 강화, 개인의 책임"이다.

### 경제 정책
자민당은 원내정당 중 경제정책면에서 가장 강한 경제적 자유주의 경향을 보이고 있으며 신자유주의성향까지 보인다고 보는 시각도 있다.
자민당의 핵심 목표는 투자환경을 개선을 통해 일자리를 창출하는 것이다. 관료제의 축소와 민영화, 규제완화, 보조금을 축소, 임금법의 개혁을 통해 이를 실현할 수 있다고 본다. 국가부채는 축소되어야 하며, 이들은 지구화를 기회로 본다.
조세 정책에 있어서는 단순화된 세법을 요구하고 있다. 소득세에 대해서는 단계적 세제를 제안하고 있다. 장기적으로는 단일세제를 추구한다. 세금의 인하를 통해 피고용인들의 구매력을 높이고 경제를 살려야한다고 본다.

### 복지 정책
사회정책으로 기본소득제를 추구하고 있으며, 세금으로 지원되는 사회지원은 줄여야한다고 본다. 또 사회보장을 개인별 보장체로 보완하거나 대체해야한다고 주장한다.

### 사회 정책
국가와 평등주의적 입장에 비판적 입장을 취한다는 점에서 보수주의와 공통점이 있다. 자민당은 "국가는 필요한 만큼, 최대한 적게"라는 구호아래 개인의 삶에 국가의 개입을 최소화하려고 한다. 이와 관계된 것으로 "개인의 자유를 성취하고 보호"하는 것이 있다. 이렇게 독일에서 실행된 모든 사회적 자유화를 함께 책임지려한다.

### 가족 정책
자민당은 모든 형태의 파트너 구성이 법적으로 동등한 대우를 받도록 노력한다. 남녀로 이뤄진 부부가 다른 형태의 파트너에 비해 우대되어서는 안 된다. 동성부부도 이성부부와 동등한 법적권리(예를 들어 입양권)를 가져야 하며, 또 세법이나 행정법상 동성파트너도 양성파트너와 동등하게 대우받아야 한다고 주장한다.

### 국내 정책
자민당은 기본권을 제약하는 법률을 전통적으로 거부해왔다. 도청허가법을 둘러싸고 큰 논쟁이 있었다. 1995년 법원의 허가를 받아 개인주택을 도청할 수 있도록 하는 법에 대해, 자민당은 전당원투표를 실시했으며, 당원 63.6%가 찬성했다. 이 결과에 항의해 당시 법무부 장관 자비네 로이토이서슈나렌베르거(자민당)는 장관직을 사퇴하기도 했다.
1998년 독일 연방하원에서 해당 법률이 자민당의 찬성으로 통과되었을 때, 당내 좌파자유주의 계열의 당원들은 헌법소원을 제기했다. 2005년 쾰른당대회에서는 도청허가법의 철폐를 요구했다.
자민당은 형법의 강화에 반대하고 있다. 현재 법률로도 국내 치안을 보장하기에 충분하다는 입장이다. 대신 자민당은 안전보장과 소송의 신속한 진행을 위해 경찰과 판사, 검사의 증원을 요구하고 있다. 그외에 청소년 전과자에 대한 더 나은 사회 적응 지원을 요구하고 있다.
인터넷과 전화통화 자료의 예비적 저장에 대해 반대하고 있다. 자민당 대표는 2006년 12월 11일 온라인 감시에 대해 반대 입장을 밝혔다. 이는 개인의 정보 결정권에 대한 심대한 침해가 될 수 있기 때문이다.

### 교육 정책
취학전 아동에 대한 지원이 자민당의 목표 중 하나다. 이민자 가정출신의 어린이들이 취학전에 언어적 취약성을 극복할 수 있도록 소위 스타트클래스에서 교육받을 수 있도록 만 4세가 되면 의무적으로 독일어 능력을 검증을 해야한다고 주장한다. 유치원 자리는 충분해야하며, 3세부터 취학전까지 한나절 탁아는 무료화를 주장하고 있다.
자민당은 전일제 학교도입과 12학년을 마친후 아비투어응시를 지지한다. 그외 자민당은 통합학교체제에 반대하는 입장이며, 구분된 학교체제를 지지한다. 자민당은 통합학교체제가 능력지향적이지 못하고 개인에 대해 충분한 지원을 못한다고 생각하기 때문에 반대하고 있다. 그외에 자민당은 대학 재정 지원을 위해 지연 등록금을 지지한다. 또 자민당은 독일의 연구입지를 지키기 위해 연구에 적대적인 법률의 개정과 철폐를 주장하고 있다. 줄기 세포 연구지원을 주장한다. 그리고 1996년 독일어 정서법 개정에 반대입장이다.

### 유럽 정책
자민당은 스스로 유럽정당이라 지칭한다. 자민당은 공동의 외교, 안보정책을 실행하는 유럽연합의 정치적 통합을 지지한다. 리스본 조약은 국민투표를 통해 비준되어야 했다는 입장이다. 자민당은 또 정책적 능력이 있는 유럽연합을 지지한다. 또 터키의 유럽연합 가입에 찬성하지만, 기준을 충족해야한다는 입장이다. 그리고 유럽연합의 확장보다 통합의 심화를 우선해야 한다는 입장이다.

### 에너지 정책
자민당은 에너지 정책에 있어서 핵에너지와 석탄, 석유, 재생 가능 에너지의 혼용을 주장하고 있다. 핵발전소 운행중단에 대해 비판적인 입장을 가지고 있다.

## 조직
자민당의 법적 형태는 정당이 아니라 사회단체로 등록되어 있다.

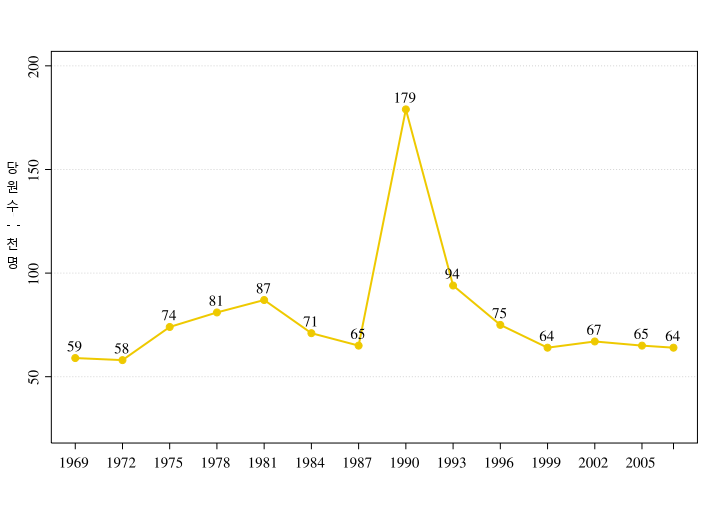
자민당 당원수 변동

현재 당원수는 7만여명이다. 이 중 1만7천명은 노르트라인베스트팔렌 주당 소속이다. 일반적 상황에서 당원수가 가장 많았던 때는 1981년으로 8만7천명 정도였다. 독일 통일 과정에 예외적으로 18만명이 되기도 했으나, 몇년 지나지 않아 통일이전 수준으로 돌아왔다.
인터넷 주당(Internet-Landesverbandes,lv-net)의 당원은 연방당 직속 당원으로 인정되고 있지만, 인터넷 주당은 16개주의 주당과 동등한 대우를 받는 17번째 주당으로는 인정을 못 받고 있다.
자유민주당은 유럽 정당 유럽 자유 민주 동맹과 국제 정당조직 자유주의 인터내셔널에 가입해 있다. 유럽 의회에서는 교섭단체 유럽 자유민주연합에 속해 있다. 이 교섭단체는 유럽의 최대 교섭단체로 11.4% 득표에 84석의 의석을 가지고 있다.

### 주별 정당조직
자르란트 주당의 경우 자르 민주당(DPS)추가되어 자유민주당/자를 민주당(FDP/DPS)라 부른다. 바덴뷔르템베르크도 60년 전통에 따라 민주인민당(DVP)가 추가해 자유민주당/민주인민당(FDP/DPS)라 칭한다
|                        | 연방주 당조직                 | 주당 대표 (2011.01.08 현재)      |
| ---------------------- | ----------------------------- | -------------------------------- |
| Baden-Württemberg      | 바덴뷔르템베르크 자민당       | 브리키트 홈부르거                |
| Bayern                 | 바이에른 자민당               | 자비네 로이트호어서-슈나렌베르거 |
| Berlin                 | 베를린 자민당                 | 크리스토프 마이어                |
| Brandenburg            | 브란덴부르크 자민당           | 하인츠 란퍼르만                  |
| Bremen                 | 브레멘 자민당                 | 올리버 묄렌슈타트                |
| Hamburg                | 함부르크 자민당               | 롤프 사로                        |
| Hessen                 | 헤센 자민당                   | 외르크-우베 한                   |
| Mecklenburg-Vorpommern | 메클렌부르크포어폼머른 자민당 | 크리스티안 아렌트                |
| Niedersachsen          | 니더작센 자민당               | 필립 뢰슬러                      |
| Nordrhein-Westfalen    | 노르트라인베스트팔렌 자민당   | 다니엘 바르                      |
| Rheinland-Pfalz        | 라인란트팔츠 자민당           | 라이너 부뤼더레                  |
| Saarland               | 자르 민주당                   | 올리버 룩식                      |
| Sachsen                | 작센 자민당                   | 홀거 자스트로브                  |
| Sachsen-Anhalt         | 작센안할트 자민당             | 코넬리아 피퍼                    |
| Schleswig-Holstein     | 슐레스비히홀슈타인 자민당     | 위르겐 코펠린                    |
| Thüringen              | 튀링엔 자민당                 | 우베 바르트                      |

### 자민당 관련 단체
자민당 관련 단체는 다음과 같다.
- 청년 자유주의자(Junge Liberale,JuLis)
- 자유주의 대학생그룹 연방연합(Bundesverband Liberaler Hochschulgruppen, LHG)
- 자유주의 학생(Liberale Schüler, LS)
- 자유주의 학자 협회(Verband Liberaler Akademiker, VLA)
- 자유주의 지방정치가 협회(Vereinigung liberaler Kommunalpolitiker, VLK)
- 자유주의 법률가 협회(Vereinigung Liberaler Juristen, VLJ)
- 자유주의 증산층(Liberaler Mittelstand)
- 자유주의 노년(Liberale Senioren, LS)

### 프리드리히 나우만 재단
프리드리히 나우만 재단은 자민당의 소속 조직은 아니지만 내용적, 인적으로 밀접한 관련을 가지고 있는 친 자민당 정치재단이다.
나우만 재단은 1958년 초대 당대표였던 테오도어 호이스의 노력으로 세위졌으며, 정치교육과 정당의 역사연구 등의 일을 지원한다. 나우만재단 1991년부터 "Liberal"지를 발행하고 있다. 잡지는 현대 자유주의의 발전에 대한 당내 논쟁의 틀을 제공하는 것이 목적이다.

## 재정
2009년 7월초 독일 연방하원 의장은 자민당에게 4,336,648.79유로를 연방의회에 납부할 것을 명령했다. 하원의장에 따르면 다년간의 소송을 통해 노르트라인베스트팔렌 자민당 전 대표였던 위르겐 묄러만이 정당법을 위반한 것이 명확해졌다는 것이다. 묄러만이 78만7천유로에 달하는 기부금의 출처를 액면분할이나 기부자 거짓기재 등의 방법으로 기부금 출처를 숨겨다는 것이다. 하지만 기부금의 진짜 출처는 밝혀지지 않았다. 또 50만 유로에 달하는 다른 기부금도 포스터나 광고같은 선거비용으로 사용하면서 정당법에 따른 회계보고를 하지 않아 정당법을 위반했다는 것이다. 자민당은 제재명령에 불복해 항소했다. 자민당은 일련의 사건이 정당법위반이 아니라고 주장했다. 그리고 자민당 건이 다른 정당에 비해 엄격하게 처리됐다고 봤다. 2009년 12월 베를린 행정법원은 연방하원의 처벌명령에 대한 항소를 기각하고, 자민당이 3억4천6백만유로의 벌금을 내라고 판결했다. 하지만 이 판결은 아직 확정되지 않고 있다.

### 자산: 기업지분 및 부동산
기민당은 4백유로의 기업지분을 가지고있다. 당 소속 부동산은 2백8십만유로로 평가되고 있다.
지분참여회사는 다음과 같다.
- 본 소재 라인하르트슈트라세회페(Reinhardtstraßenhöfe GmbH& Co. KG, 자본금 25,400,000 유로)에 33%, 지크부르크 소재 라인하르트슈트라세회페 관리회사에 33% 지분을 가지고 있다.
- 본 소재 디 리버럴 자산관리회사(Die LIBERAL Vermögensverwaltungsgesellschaft mbH) 지분 100%도 소유.

자민당이 완전히 소유한 회사는 다음과 같다.
- 리버럴 경제서비스 유한회사, 뒤셀도르프(Liberale Wirtschafts-Dienstleistungs GmbH Düsseldorf)
- 니더작센 유한회사, 하노버(Niedersachsen GmbH Hannover)
- 우니베르줌 유한회사(Universum GmbH)
- 본 소재 프로로고(ProLogo) 71%
- 베를린 소재 알트만 인쇄 유한회사(altmann-Druck GmbH) 60%

위 회사를 통해 지분을 소유한 회사는 다음과 같다.
- 우니베르줌 출판사(Universum Verlag GmbH, 50%)
- 우니베르줌 커뮤니케이션 & 미디어 주식회사(Universum Kommunikation und Medien AG, 50%)
- 리버럴 출판사(liberal Verlag GmbH Berlin, 50%)
- 나츠+파트너 생산 서비스(Naatz+Partner Produkt Service GmbH Idstein, 13%)

### 수입
2007년 자민당은 31,664,626.33유로의 수입이있었다. 이 중 7백7만2천유로가 기부금이고, 998만 9천 유로가 국고보조, 912만9천 유로가 당원의 당비였다. 27%에 달하는 기부금은 기업이나 다른 법인에서 받은 것이다. 2007년 주요 기부자(2만유로 이상 법인)는 다음과 같다.
- 200.000 유로 Deutsche Bank AG -도이치 은행
- 100.000 유로 Südwestmetall – Verband der Metall- und Elektroindustrie Baden-Württemberg e.V. -바덴뷔르템베르크주 금속-전자산업 협회
- 75.000 유로 Verband der Chemischen Industrie -화학산업 협회
- 61.146 유로 BMW AG -베엠베(자동차회사)
- 54.000 유로 Deutsche Vermögensberatung AG -자산관리회사
- 53.500 유로 Bankhaus Sal. Oppenheim -룩셈부르크계 은행
- 50.001 유로 Allianz AG - 알리안츠(금융)
- 50.000 유로 Porsche|Dr. Ing h.c. F. Porsche AG - 포르쉐(자동차회사)
- 50.000 유로 Evonik Industries AG -화학, 에너지 부동산 관련 기업
- 45.000 유로 Daimler AG -다임러(자동차회사)
- 42.000 유로 Robert Bosch GmbH- 보쉬
- 41.250 유로 Commerzbank AG -코메르츠 방크 (은행)
- 40.314 유로 Verband der Bayerischen Metall- und Elektro-Industrie- 바이에른 철강-전자산업 협회
- 30.000 유로 Verband der Metall- und Elektroindustrie NRW e.V.- 노르트라인베스트팔렌 철강-전자섭업 협회

자민당은 2007년 687만3504.66유로를 지출하고, 수입은 458만5320.48유로에 그쳐, 1340만 유로는 금융기관에 대출하고, 나머지 320만 유로는 다른 형태의 대부금으로 충당했다.

### 관련 기관
그외 청년 자유주의자는 462,949유로를 지원 받았고, 연방과 주의 자민당 정치재단은 총 2500만 유로를 공공 재원에서 충당했다.

## 역사

### 자유주의의 뿌리

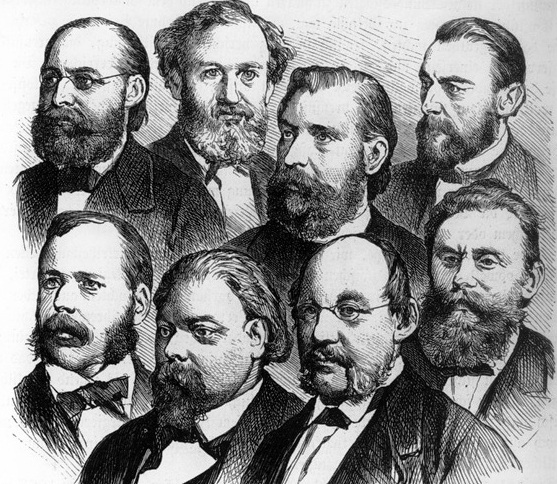
민족적 자유주의 진영 정치 지도자. 목탄화 1878

19세기 계몽주의 시대의 자유주의 운동은 하층민의 더 많은 권리보장과 민족통일을 주장했다. 대부분 학생과 지식인 출신이었던 자유주의 그룹은 "통일과 자유"를 주장하며 시위를 벌였다. 여기에 대한 반동세력, 특히 자유주의자들이 1848년 3월 혁명와중에 사퇴를 요구한 메테르니히 수상 같은 세력의 대항도 이어졌다. 1849년부터 자유주의 세력의 조직과 구조가 약해서 혁명은 소진되어갔고, 자유주의 사상이 확고 뿌리고 있을 때 조차, 군주는 자기 목포를 잘 관철시킬 수 있었다.
1871년 창당된 독일 진보당은 강령과 공통된 정치적 목표 공유했던 오늘날의 의미에서 최초의 정당이라 할 수 있다. 독일 제국시절에 독일 진보당을 계승한 정당으로 민족자유당과 독일 인민당, 그리고 후에 진보 인민당이 있었다.
바이마르 공화국 시절에는 독일 인민당/독일 국가당과 독일인민당이 자유주의 정당의 계보를 계승했다. 이 정당의 당원들의 다수는 전후에 자민당을 창당하는 데 참여한다.

### 1945년 이후 자유주의 정당
전후 소련은 강제적으로 당을 창당하도록 했다. 1945년 7월 초 빌헬름 퀼츠(Wilhelm Külz)와 오이겐 쉬퍼(Eugen Schiffer)는 전국정당으로 독일 자유민주당을 창당할 것을 주장했으나, 서독지역에서 창당 허가를 주저한 관계로 동독지역에 자유민주당을 창당했다. 1945년 9월 함부르크에서 시민 좌파정당과 서독지역 최초의 자유주의 정당으로 함부르크 자유민주당(PFD)을 창당했다. 1946년 10월 13일 실시된 초대 함부르크 주의회 선거에서 당명을 FDP로 바꾸고 참가해 18.2%를 득표한다. 1946년 9월 서남부에서도 독일인민당이 창당된다. 1946년 11월 실시된 뷔르템베르크-바덴주 선거에서 비슷한 성공을 거둔다. 새로운 자유주의 정당의 창당은 모든 주에서 성공적으로 이어진다. 헤센주에서는 아직 독자적 후보를 구하지 못했던 전후 이주자들과 연합해서 1950년 선거에 31.8%를 득표한다. 소련점령지에서 실시된 자유선거에서 7.8%(베를린)에서 29.9%(작센 안할트)의 득표를 한다. 하지만 자유민주당(동독)은 블록정당으로서 동독 민족전선에 편입되어, 공산당 정치를 지지하게 된다.
각 점령지와 주별로 여러 자민당이 창당되었다(경우에 따라서는 다른 이름으로 창당했다).
영국 점령지: 자유민주당(FDP);
함부르크: 자유민주당(Partei Freier Demokraten,PFD) 1945–1946;
브레멘: 브레멘 민주인민당(Bremer Demokratische Volkspartei,BDV) 1945–1952;
브레멘: 자유민주당 브레멘(Freie Demokratische Partei Bremen,FDP) 1946–1947;
소련점령지: 독일 민주당(Deutsche Demokratische Partei, DDP) 1945;
소련점령지: 독일 자유민주당(Liberal-Demokratische Partei Deutschlands,LDP; 1951이후 LDPD) 1945–1990;
소련점령지: 독일 민족민주당(National-Demokratische Partei Deutschlands,NDPD) 1948–1990;
바이에른: 독일 민주당(Deutsche Demokratische Partei,DDP) 1945–1946;
바이에른: 자유민주당(Freie Demokratische Partei,FDP);
헤센: 독일 민주당(Deutsche Demokratische Partei,DDP) 1945–1946;
헤센: 헤센 자유민주당(Liberal-Demokratische Partei Hessen, LDP) 1946–1948;
헤센팔츠: 사회 인민연합(Sozialer Volksbund,SV) 1946–1947;
라인란트: 라인란트 자유당(Liberale Partei des Rheinlands,LP) 1945–1947;
라인란트팔츠: 민주당(Demokratische Partei,DP) 1947–1948;
뷔르템베르트바덴: 민주인민당(Demokratische Volkspartei,DVP) 1945–1952;
바덴: 민주당(Demokratische Partei,DemP) 1946–1948;
뷔르템베르크호헨촐러른: 민주인민당(Demokratische Volkspartei,DVP) 1946–1952;
자르란트: 자르란트 민주연합 (Demokratische Vereinigung des Saarlands, DVS) 1945–1947;
자르란트: 자르 민주당(Demokratische Partei Saar, DPS) 1947–1951 그리고 1955–1957;
독일민주공화국(구 동독): 자유민주연합(Bund Freier Demokraten, BFD) 1990;
독일민주공화국(구 동독): 독일 포럼당(Deutsche Forumpartei, DFP) 1990;
독일민주공화국(구 동독): 동독 자유민주당(Freie Demokratische Partei der DDR,F.D.P.) 1990;
독일: 독일 민주당(Demokratische Partei Deutschlands, DPD) 1947–1948

### 창당

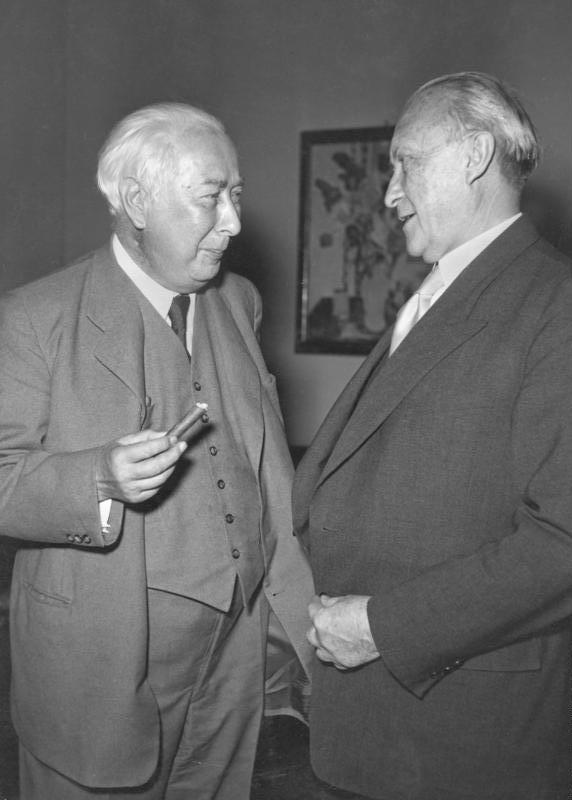
테오도어 호이스와 콘라트 아데나워

1947년 3월 17일 로텐부르크에서 전독일을 아우르는 정당으로 독일 민주당이 창당된다. 당대표는 테오도어 호이스와 빌헬름 퀼츠였다. 정치적 전망에 대한 이견으로 퀼츠는 이 프로젝트에 곧 이탈하게 된다.
1948년 12월 11/12일 베르크슈트라세에 있는 헤펜하임에서 3개 서방점령지 13개 주 자유당이 결합해 자유민주당을 창당한다. 당명은 대의원투표를 거쳐 자유민주당(Liberaldemokratische Partei,LDP)을 64대 25로 제치고 자유민주당(FDP)를 선택했다.
초대 당대표고 테오도어 호이스가 선출되었고, 부대표로는 프란츠 블뤼허가 선출됐다. 창당지는 1847년 10월 10일 온전 자유주의자들이 3월 혁명을 앞두고 모임을 가졌던 곳으로 선택됐다. 1847년 10월 10일 호텔 "반달(Halber Mond)"에서 개최된 헤펜하임 회의는 1948/49년 혁명의 서막에 해당되는 자유주의 지도자들의 모임이었다고 종종 평가된다.
1948/49년 독일 헌법을 기획하고 만드는 과정에서 자민당은 득표율에 비해 큰 영향을 미쳤다. 자민당은 개인의 자유와 의회제, 시장경제의 확고한 수호자였다.(반면 헌법에 영향을 끼친 다른 정당들은 모두 국가주도의 경제를 선호했다.) 그리고 다른 여러 분야에서 자민당은 사민당과 기민련 사이에서 중재하거나 대안을 내놓았고, 이를 통해 자민당은 다른 정당들에 비해 자신들이 주장하는 바를 더 적극적으로 실현시킬 수 있었다. 그리고 자민당은 이를 통해 현재까지 41년간 연방정부에 참여하면서 최장기간 여당을 한 정당이 될 수 있었다.
1950년대까지 몇몇 자민당 주당은 초기에 기독교 사회주의의 경향을 가지고 있던 기민련/기사련보다 우익적인 경향을 보였다. 민족지향적 기본가치와 더불어 제3제국(나치 제국)의 국가와 사회 운영자라는 것을 내세워 유권자들에게 지지를 호소했다.

### 독일 재건기(1949-69)
1949년 8월 14일 실시된 초대 연방하원 선거에서 자민당은 11.9% 득표로 52석(전체 402석)을 획득했다(12석은 지역구에서 당선됐으며, 대부분 헤센과 뷔르템베르크바덴에서 당선됐다). 그 해 9월에 실시된 대통령선거에서 자민당 당대표 테오도어 호이스가 대통령으로 선출됐다. 1954년 연임을 위한 선거에서 1018표중 871표(85.6%)를 얻어 재선됐으며. 이 득표율은 대통령 선거사상 최고 득표기록으로 아직까지 남아 있다. 당시 아데나워는 초대 대통령의 제안에 따라 초대수상선거에서 겨우 과반수를 넘는 득표로 당선됐다. 자민당은 기민련/기사련과 독일당(DP)와 더불어 초대 정부 내각을 구성했다. 자민당은 프란츠 블뤼허를 비롯 3명의 장관을 배출했다.
자민당은 경제와 사회, 대동독 정책같은 중요 분야에서 연정파트너인 기민/기사련과 대부분 같은 입장이었다. 하지만 자민당은 자신을 유권자들에게 종교학교를 거부하고 우니온의 종교화를 막는 정교분리주의 정당이라고 밝혔다. 자민당은 또한 철저한 시장경제의 대리인임을 인정했다. 반면 기민련은 자본주의와 사회주의 사이의 제3의길을 추구하는 알렌 강령의 목명상 영향을 받고 있었다. 그래서 사회적 시장경제의 아버지라 불린 루트비히 에르하르트의 경우 자신 소속한 정당보다 자민당에 추종자들이 더 많을 정도였다
자민당은 1950년 말 연방하원에서 사민당이나 기민련과 달리 탈나치화(나치협력자의 공직취임 제한)종식을 요구하는 법안에 찬성투표를 했다. 1951년 뮌헨 당대회에서는 민족주의 세력이 민주주의로 통합하는 것을 지원하기 위해 모든 "소위 전범"들을 석방할 것을 요구하는 한편, 전직 독일제국군과 나치 친위대 소속 군인들이 “독일군인협회”의 창립에 대해 환영했다. 베르너 나우만의 이름을 딴 나우만 스켄들(1953)은 보수우익적이고 민족주의적인 당원들이 있던 헤센과 노르트라인베스트팔렌, 니더작센 주당에 전 나치주의자들이 침투를 시도한 사건이다. 이를 통해 당내의 나치 비밀조직 들어났고, 나우만 그룹은 당에서 출당조치됐다. 이후 많은 민족주의적 성향의 당원들이 탈당했다. 1953년 연방의회 선거에서 자민당은 9.5% 득표해 48석(전체 487석)을 확보했다.(지역구 당선자 14명)

토마스 델러

2대 연방하원에서는 남독출신의 자유민주주의자들이 당내에서 영향력을 행사했다. 토마스 데러와 더불어 좌파자유주의의 대변자들이 당과 원내 대표단을 장악했다. 1933년이후 나치 치하에서 박해를 받았던 전 법무부 장관 데러는 수사의 예리함으로 유명해졌다. 당시 각각의 주당은 매우 독립적이었으며 주별로 자유주의 정책중에 다양한 주제에 강조점을 두고 있었다. 1956년 초 자민당이 기민련과의 연정을 파기하고 사민당, 중앙당과 연정을 구성하면서 4명의 연방장관을 포함 16명의 연방하원의원이 자민당을 탈당했다. 그리고 이들은 해당 임기동안 자민당을 대신해 연정에 참여한 자유인민당을 창당했다. 자민당은 이로써 처음으로 야당이 되었다.
다음의 많은 문제에도 불구하고 전후 중소정당 중 유일한게 살아남았다. 1957년에는 7.7%를 득표해 41석(497석)을 획득했다. 우니온이 과반수 의석 확보에 성공함에 따라 자민당은 계속 야당에 머물렀다. 그 후 자민당은 중앙유럽을 핵비무장지대로 만들것을 주장했었다.

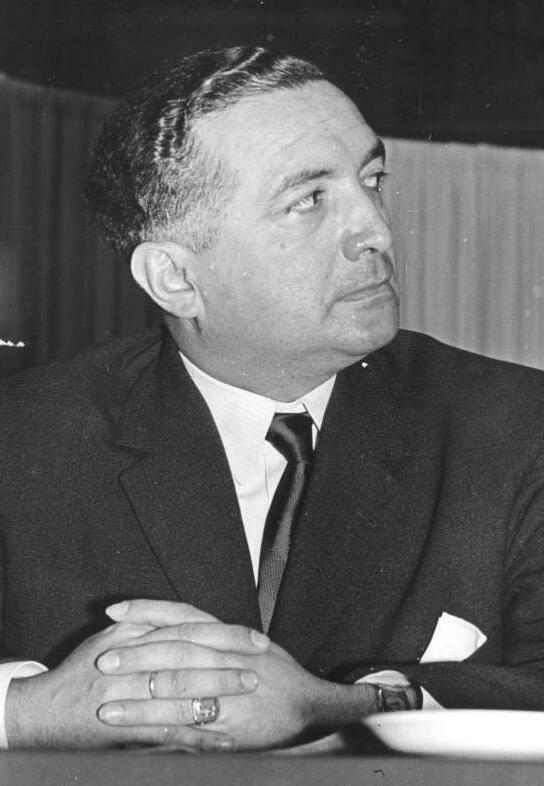
에리히 멘데

선거이전에 이미 데러는 사임을 했다. 1957년 1월 말 연방 당대회에서 라인홀트 마이어가 데러의 당대표직을 승계했다. 선거후 데러가 맡고 있던 원내대표는 강한 민족주의적인 성향을 지녔던 에리히 멘데가 이어 받았다. 멘데는 1960년에 당대표가 됐다.
1961년 연방하원 선거(12.8% 득표)후 자민당은 지난한 협상끝에 기민련주도의 연정에 다시 참여하게 된다. 선거전에 자민당은 아데나워주도의 연정에 참여하지 않겠다고 했으나 아데나워는 재선출 됐다. 2년후 아데나워는 사임한다. 이런 일련의 사건으로 자민당은 "변절자당"이라는 별명을 얻는다.
1962년 슈피겔 스켄들로 자민당은 자당 출신 장관들을 정부에서 철수 시킨다. 1962년 아데나워 연정은 새로 구성됐지만, 이런 환경속에서 1963년 10월 사임한다. 아데나워를 이어 루트비히 에르하르트가 총리가 된다. 이를 계기로 멘데는 내각으로 다시 돌아와서 상대적으로 덜 중요하게 여겨졌던 독일통일부 장관을 맡게된다.
1965년 선거에서 자민당은 9.5%를 득표한다. 1966년 기민련과 자민당간의 연정은 세금인상문제로 붕괴되고, 기민련과 사민당간의 대연정이 성립된다. 야당이된 자민당은 또한번 방향전환을 격게된다. 지금의 외교정책과 동독에 대한 입장을 재검토하게 된다. 1968년 당대회에서 발터 셸을 당대표로 선출한다. 그는 유럽지향적 자유주의자로 민족주의적 자유주의자 진영출신이기는 하지만 빌리 바이어와 한스디트리히 겐셔와 더불어 당의 신중도 노선을 이끌고 있었다. 이 중도노선으로 자민당은 양대정당 모두와 연정을 구성하는 것이 가능하게 됐다. 특히 자민당의 대동독 정책의 전환으로 사민당과 가까워졌다.

### 사회적 변동과 위기 (1969-1982)
1969년 10월 21일에 실시된 총선 후 사민당의 빌리 브란트를 수상으로 하는 사회-자유 연정이 시작된다. 새 연정의 부총리를 맡은 이는 발터 셸이었다. 새 내각은 근소한 차이로 과반수를 확보하고 있었지만 브란트와 셸은 동독 지역간의 평화 우호를 골조로 한, 논란이 많은 동방 정책을 통과시켰다. 자민당 내에서 이 정책은 많은 논쟁이 있었고, 특히 연정참여는 1970년 6월 14일 실시된 노르트라이베스트팔렌주와 니더작센주, 자르란트주 주의회 선거의 패배로 이어졌다. 니더작센과 자르란트주 의회에는 5%를 넘지 못해 의회진출에도 실패했다.
당지도부가 이 정책에 대한 지지를 밝힌지 1주일만에 실시된 연방 당대회에서 이 정책에 대한 지지를 확인했고, 당대표인 셸도 재신임을 받았다. 이후 지그프리드 초글만같은 당내 우파는 1970년 7월 11일 호헨스부르크에서 민족자유주의 행동이라는 "비정당적" 단체를 결성한다. 이 단체의 목적은 당의 좌익자유주의화를 끝내고, 셸을 물러나게 하는 것이었다. 그러나 이는 성공하지 못했다. 쵸글만은 야당이 주도한 재정부 장관 알랙산더 묄러에 대한 불심임안을 지지한다. 여기에는 에리히 멘데와 하인츠 슈타르케도 동참한다. 이들 3인은 곧 자민당 탈당을 선언한다. 멘데와 슈타르케는 기민련에 입당하고, 초글만은 후에 독일연합을 창당하지만 군소정당을 벗어나지 못한다.
대외정책과 사회정책의 변화는 프라이부르크 테제에서 이론적 토대가 제시되었다. 이 테제는 로볼트 문고판으로 10만권이나 판매됐으며, 자민당으로 하여금 "사회적 자유주의"와 사회적 개혁을 추구케 하고 있다. 당시 외무부장관 겸 부총리였던 발터 셸은 자민당 출신 두 번째 대통령이 되면서 당시 내무부 장관이던 한스디트리히 겐셔에게 당직을 물려준다. 자민당은 1969년부터 1974년까지 빌리 브란트와 함께 했고, 그 이후에는 헬무트 슈미트와 연정을 구성했다. 1970년대 말 자민당과 사민당사이의 의결일치가 연정을 계속할 만큼 충분하지 않았지만 기민련/기사련 총리 후보였던 프란츠 요세프 슈트라우스로 인해 또 한번 양당은 연정을 이어가게 됐다. 자민당은 주로 경제정책에서 사민당과 큰 차이가 난다고 여겼다. 슈미트 총리는 나토 더블트렉 결정에 대해서는 사민당 내부의 지지도 못 받고 있었다. 그리고 자민당내의 반발도 커지고 있었다.

### 경제적 조정과 통일 (1982-1990)
1982년 10월 1일 자민당은 기민련/기사련과 더불어 기민련 대표 헬무트 콜을 새 총리로 선출한다. 연정파트너의 변경은 당내에 많은 갈등을 야기시켰다. 8만6천5백명의 당원중 20%가 넘는 당원이 탈당했다. 1983년 실시된 연방하원 선거에서는 10.6%이던 득표율이 7.0%으로 내려갔다. 탈당한 당원들은 사민당이나, 녹색당 또는 새로 창당된 좌파자유주의 군소정당인 자유민주당(LD)로 이동했다. 당시에 탈당한 당원 중에는 당 사무총장을 지냈고, 후에 유럽집행위원을 지내는 귄터 페어호이겐도 있었다. 1982년 11월 실시된 당대회에서 슐레스비히홀슈타인 주당 대표인 우베 론네베르거는 비록 낙선하기는 했지만 현직 당대표 한스디트리히 겐셔에 도전해 도전해 40%득표하는 이변을 보여 주기도 했다.
당시 자민당 청년조직 청년민주주의자의 정책에 동의하지 않았던 청년 당원들은 1980년 이미 청년 자유주의자를 창립했었다. 청년자유주의자가 변화를 관철시키고 자민당의 공식조직이 될 때까지 오랫동안 2개의 청년조직이 공존했다. 청년민주주의자는 당에서 분리해 독립적인 좌파 청년조직이 됐다.
1989/90년 정치적 격동기에 동독지역에 동독 자유민주당이나 독일포럼같은 새로운 자유주의 정당들이 생겨났다. 이들은 이전의 통일사회당의 편에서 블록정당의 역할을 하고, 마지막 국가평의회 의장인 만프레드 게어라흐가 소속된 독일자유민주당과 합쳐 자유민주주의자 연합을 결성했다. 통일직전인 1990년 8월 11-12일 하노버에서 열린 당대회에서 서독의 자유민주당(F.D.P.)는 자유민주주의자 연합 소속 정당과 블록정당이었던 독일민족민주당(NDPD)과 통합해 최초의 전독일 정당을 만들었다. 두 블록정당의 통합은 자민당에 일시적으로 당원수 증가를 가져다 주었다. 통일후 처음 실시된 1990년 연방하원 선거에서 흑황연정은 재신임을 얻었고, 자민당은 11%득표에 79석을 확보했다. 또 1957년이래 처음으로 할레에서 지역구 당선자를 배출하기도 했다.

### 주의회 선거 연패와 야당시대의 시작(1990-2000)
90년대 후반 자민당은 주의회와 지방의회 선거에서 연속적 패배를 겪게 된다. 1993년에서 1995년 사이에서 실시된 16개 주의회중 12개 그리고 유럽 의회 선거에서 의석을 획득하는데 실패했다. 1995년 베를린 주의회 선거에서 2000년 노르트라인베스트팔렌주의 선거까지 자민당은 헤센과 라인란트팔츠, 바덴뷔르템베르크, 슐레스비히홀슈타인에서만 의석을 얻었고, 라인란트 팔츠와 바덴뷔르템베르크에서만 연정 구성에 참여할 수 있었다.
이런 연속적 선거패배의 정점은 1998년 9월 27일 연방의회 선거였다. 6.2% 득표해 29년간 지속적 정권참여이후 야당이 되었으며, 1969년이래 최악의 선거결과였다.

### 야당 그리고 지지율 상승(2000-2009)

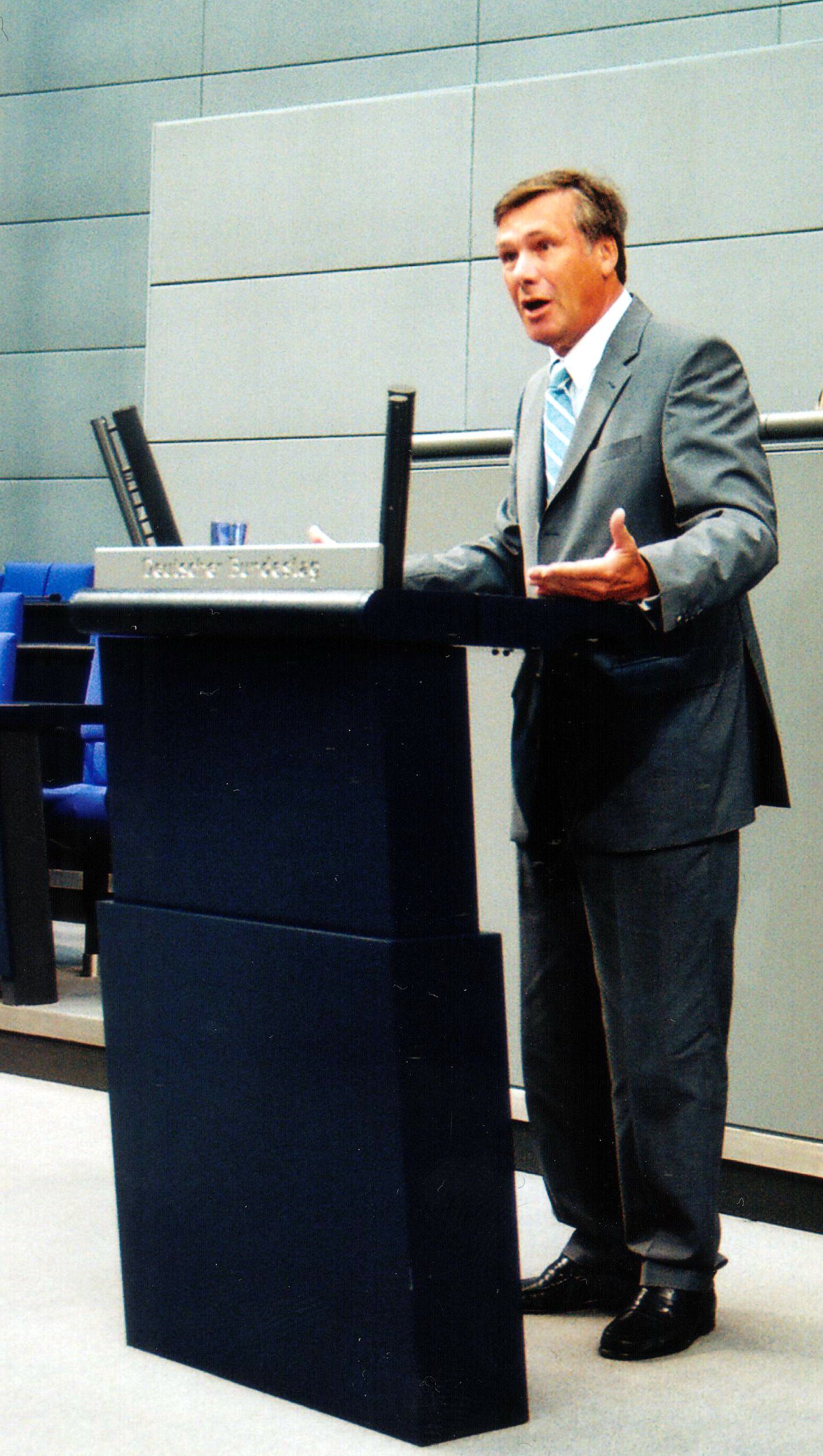
볼프강 게어하르트(Wolfgang Gerhardt

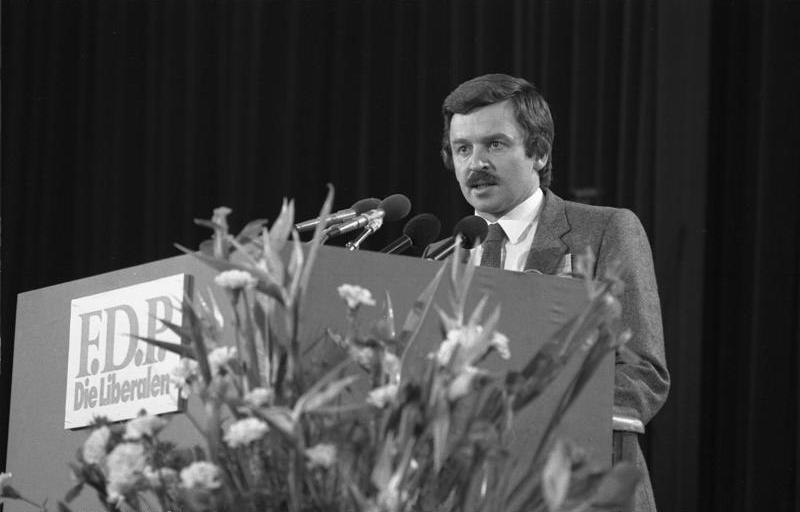
위르겐 묄레만 1983

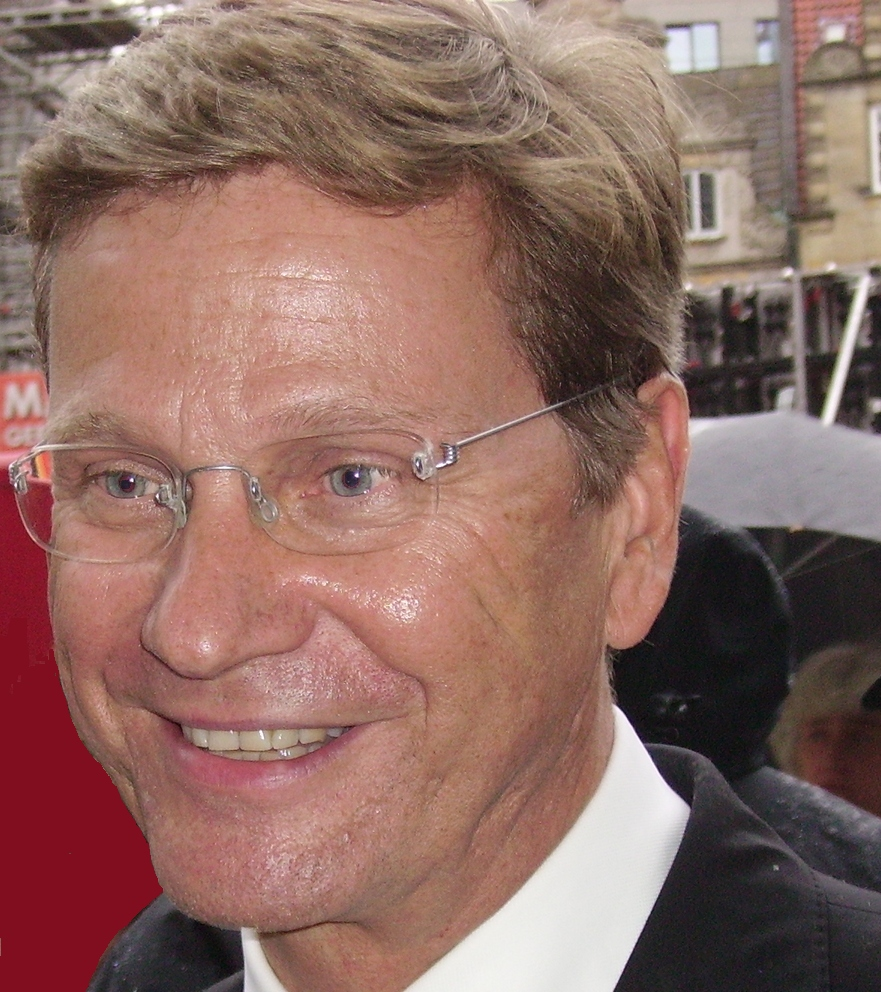
기도 베스터벨레

자민당은 2000년 노르트라인베스트팔렌주 주의회 선거에서 의회 재진출에 성공한다. 2001년 5월 4일 당대회에서 전임자 볼프강 게하르크에 비해 18세나 젊은 귀도 베스트벨레가 당대표로 선출된다. 이로써 자민당의 세대교체가 시작됐다. 자민당은 다른 정당의 과반의석을 보충해주는 정당으로 여겨져왔다. 이에 2002년 연방하원 선거에서 "프로젝트 18"을 내세워 다른 정당에 독립적인 정당이 되려고 했다. 새로운 선거운동을 통해 젊은 유권자들에 지지를 호소했다.
2002년 선거운동과정에서 위르겐 묄러만은 포퓰리즘적 연설로 지지자 결집을 시도했다. 이른 통해 선거전 여론조사에서 10~13%의 지지율을 나타내기도했다. 선거결과 지역구 5.8%, 정당명부 7.4% 득표했다. 이 결과는 직전 선거에 비해 나아졌지만, 애초에 목표로 했던 18%와 거리가 먼 결과였다. 이런 결과는 묄러만 스켄들과 관련있다고 평가된다. 연방하원 내에서 제 4당이 되었다. 묄러만은 당내 지지를 잃어갔고, 2003년 3월 당지도부가 그의 출당을 결정하기전에 선수를 처 먼저 탈당했다.
2004년 실시된 유럽 의회 선거에서 자민당은 6.1%를 득표해 10년 만에 실바나 코흐메린을 비롯해 5명의 유럽 의회 의원을 당선시켰다. 이들은 유럽 의회 내에서 제3당인 유럽 자유민주동맹에 소속되어 활동했다.
2005년 9월 18일 실시된 연방의회 선거에서는 9.8%득표해 1990년 이래 처음으로 연방하원내 제3당이 되었다. 자민당은 의석 분포상 가능했던 사민당, 녹색당과의 신호등 연정을 거부하고, 기민련, 녹색당 간의 자메이카 연정이 실패하면서, 임기동안 제1야당으로 활동했다. 당대표인 베스트벨레가 볼프랑 게하르트가 맡고있던 원내대표직까지 겸하게 되고, 명실상부한 야당지도자가 됐다.
2009년 유럽 의회 선거에서는 2004년에 비해 배이상 득표율이 증가해 12명의 유럽 의회 의원을 당선시킨다.
2009년 연방하원 선거에서 자민당은 귀도 베스트벨레를 총리후보로 내세워 14.6% 득표로 연방하원 선거사상 최고의 득표를 기록한다. 93석(전체 622석)이 하원에 진출한다. 2009년 주의회 선거를 거치면서 함부르크 주의회를 제외한 모든 주에서 의회 진출에 성공하고, 바덴뷔르템베르크와 바이에른, 헤센, 니더작센,노르트라인베스트팔렌, 작센, 슐레스비히홀슈타인, 자르란트주 연정에 참여한다.

### 기독-자유 연정 (2009-)
기민련/기사련과의 연정 협상결과 2009년 10월 26일 연정협상을 체결했다. 2009년 10월 28일 앙겔라 메르켈을 총리로 재선출한 후 부총리겸 외무부장관 위도 베스트벨레를 비롯 5명의 장관이 메르켈 2기 정부에 참여했다. 이는 자민당 역사상 가장 많은 장관직을 차지한 연정이다.
2009년 연방의회 선거이후 얼마 지나지 않아 많은 지지를 상실했다. 최고 15%까지 나오던 지지율이 2010년 추에서는 10%이하로 내려갔다.
2009년 자민당이 기민/기사련과 집권하기전에 많은 사람들이 흑황연정이 서로 잘 맞는 조합을 것이라 생각했다. 연정협약이후 기민련, 기사련, 자민당내의 여러 분파들이 다양한 분야에서 이견을 보이기 시작했다. 세금감세와 핵에너지의 미래, 의료보험료중 사용자분담비율 감소안, 호텔업에 대한 세금감세안, 터키의 유럽연합가입안, 하르츠 IV를 둘러싼 논쟁이 그 예들이다.
일련의 과정에서 자민당은 여론조사에서 의회진출을 위해 꼭 필요한 5%이하의 지지율이 나오기도 했으나, 2011년 현재 5-6%의 지지율을 나타내고 있다.
2013년 9월 22일에 실시된 총선거에서 자민당은 4.8%를 기록하여 의회진출하한선인 5%를 넘지 못하여 결국 1949년 창당 이후 처음으로 원내진출에 실패하였다.
하지만 2017년 9월 24일 실시된 총선거에서 80석을 흭득하여 다시 원내 4당에 오르게 되었다.

### 영향력
자민당은 현재까지 독일연방공화국에서 최장기간 정권에 참여한 정당이다. 그 기간은 총 42년이며, 연정파트너로 참여했다. 야당으로 활동한 기간은 1956-1961,1966-1969,1998-2009년,2013년-현재이다.
15개 내각에서 6명의 부총리를 배출했다. 발터 셸, 한스디트리히 겐셔, 클라우스 킹켈, 기도 베스터벨레는 외무부 장관을 지냈다.
자민당이 주로 맡는 장관직은 외무부외에 법무부, 경제부가 있다. 테오도어 호이스(1949-1959)와 발터 셸(1974-1979)은 자민당 출신 대통령이다.

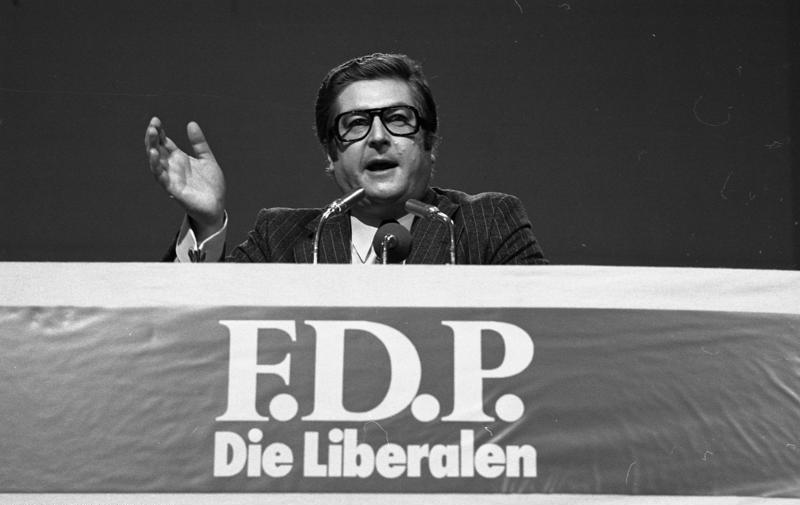
연방 당대회 1975 마인츠
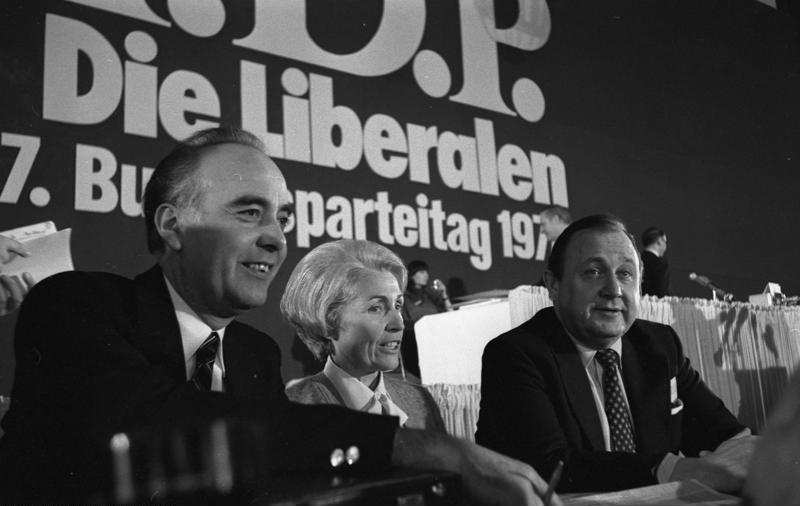
연방 당대회 1976 프랑크푸르트
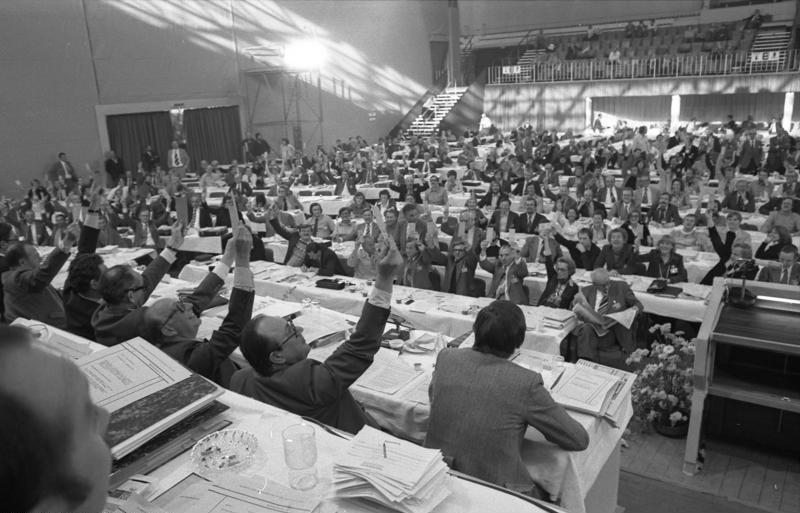
연방 당대회 1978 마인츠
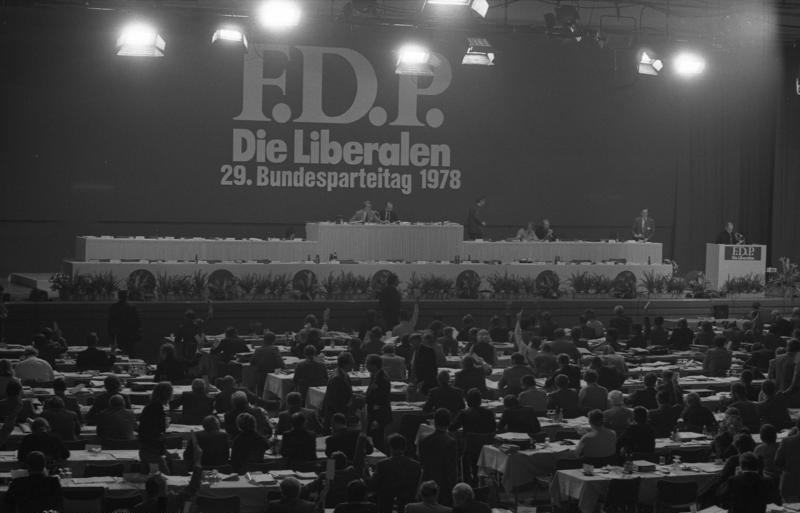
연방 당대회 1980 프라이부르크
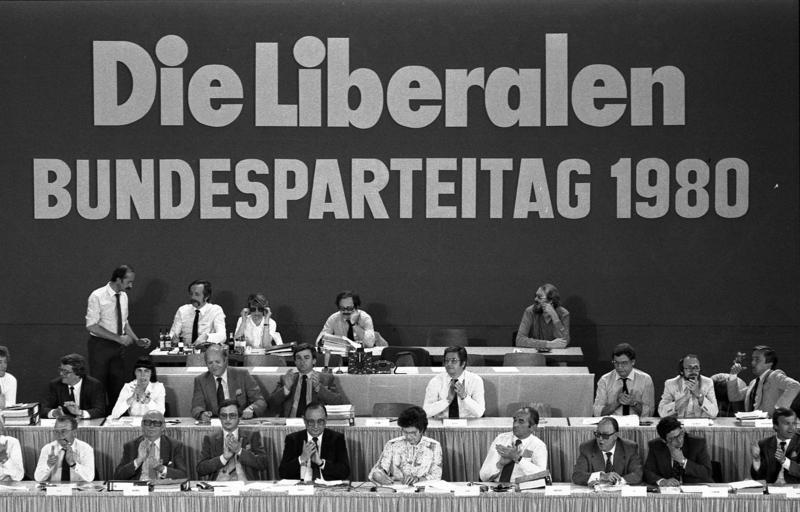
연방 당대회 1980 프라이부르크

## 역대 선거 결과

### 연방하원
| 선거        | 당선자   | 득표율 | 당 대표                | 집권 여부 |
| ----------- | -------- | ------ | ---------------------- | --------- |
| 1949년 총선 | 53 / 402 | 11.9%  | 에리히 올렌하우어      | 연립 여당 |
| 1953년 총선 | 53 / 509 | 9.5%   | 에리히 올렌하우어      | 연립 여당 |
| 1957년 총선 | 44 / 519 | 7.7%   | 라인홀드 마이어        | 연립 여당 |
| 1961년 총선 | 67 / 521 | 12.8%  | 에리히 멘데            | 연립 여당 |
| 1965년 총선 | 50 / 518 | 9.5%   | 에리히 멘데            | 연립 여당 |
| 1969년 총선 | 31 / 518 | 5.8%   | 발터 셸                | 연립 여당 |
| 1972년 총선 | 42 / 518 | 8.4%   | 발터 셸                | 연립 여당 |
| 1976년 총선 | 40 / 518 | 7.9%   | 한스디트리히 겐셔      | 연립 여당 |
| 1980년 총선 | 54 / 519 | 10.6%  | 한스디트리히 겐셔      | 연립 여당 |
| 1983년 총선 | 35 / 520 | 7.0%   | 한스디트리히 겐셔      | 연립 여당 |
| 1987년 총선 | 48 / 519 | 9.1%   | 마르틴 방게만          | 연립 여당 |
| 1990년 총선 | 79 / 662 | 11.0%  | 오토 그라프 람스도르프 | 연립 여당 |
| 1994년 총선 | 47 / 672 | 6.9%   | 클라우스 킹켈          | 연립 여당 |
| 1998년 총선 | 43 / 669 | 6.2%   | 볼프강 게르하르트      | 야당      |
| 2002년 총선 | 47 / 603 | 7.4%   | 기도 베스터벨레        | 야당      |
| 2005년 총선 | 61 / 614 | 9.8%   | 기도 베스터벨레        | 야당      |
| 2009년 총선 | 93 / 620 | 14.6%  | 기도 베스터벨레        | 연립 여당 |
| 2013년 총선 | 0 / 630  | 4.8%   | 필립 뢰슬러            | 원외 정당 |
| 2017년 총선 | 80 / 709 | 10.7%  | 크리스티안 린트너      | 야당      |

### 유럽 의회
| 유럽 의회 선거결과    | 유럽 의회 선거결과 | 유럽 의회 선거결과 | 유럽 의회 선거결과 |
| 선거                  | 득표율             | 의석               |                    |
| --------------------- | ------------------ | ------------------ | ------------------ |
| 1979년 유럽 의회 선거 | 6,0 %              | 4                  |                    |
| 1984년 유럽 의회 선거 | 4,8 %              | 0                  |                    |
| 1989년 유럽 의회 선거 | 5,6 %              | 4                  |                    |
| 1994년 유럽 의회 선거 | 4,1 %              | 0                  |                    |
| 1999년 유럽 의회 선거 | 3,0 %              | 0                  |                    |
| 2004년 유럽 의회 선거 | 6,1 %              | 7                  |                    |
| 2009년 유럽 의회 선거 | 11,0 %             | 12                 |                    |

## 같이 보기
- 독일의 정당 목록
- 독일의 내각제